# 社会大衆党 (韓国)
社会大衆党（しゃかいたいしゅうとう）は、第二共和国時代（1960年～1961年）の韓国において存在した革新政党である。

## 概要
革新政党の再建を目標に、旧進歩党幹部と民主革新党の一部が結集し、1960年6月17日に創党準備委員会を組織、同年11月24日に発足した。結成宣言文では「4月民主革命の完遂を阻止・反転させようとする一切の反動勢力と、革命の進行を抑制・沈滞させ、狭小な党派的利益だけを得ようとする一切の日和見主義的保守勢力と果敢に戦うこと」を誓い、また、｢農民・労働者・勤労インテリ・中小商工業者および良心的資本家などの代弁者となるも、それは決して階級主義的立場を意味しない｣ことを明らかにし、「民主革命の完遂と平和的統一の実現及び民主的福祉社会の実現という歴史的民族的課題を担当、完遂すること」を決議した。また、政治綱領及び政策として
1. 国連監視下の自由選挙を通じた平和的民主的国土統一達成など4か条の統一及び外交政策。
2. 3・15不正選挙の法律違反者の処断。
3. 不法蓄財没収など6か条の四月革命完遂政策。
4. 不在地主の土地兼併の違法化。
5. 主要農産物に対する価格保証制度など3か条の農漁村振興政策。
6. 計画経済と自立経済を混合させた計画性のある経済体制の確立。

などの政策を掲げ、1960年7月29日に行われた第5代総選挙を戦い、民議院で4議席、参議院で1議席を獲得した。しかし、翌年5月16日に発生した5・16軍事クーデターによって発足した軍政（国家再建最高会議）の布告によって、政治活動を禁止され解党された。

## 党勢推移
| 代    | 年月日        | 議院   | 議席 | 得票率 |
| ----- | ------------- | ------ | ---- | ------ |
| 第5代 | 1960年7月29日 | 民議院 | 4    | 6.0％  |
| 第5代 | 1960年7月29日 | 参議院 | 1    | 2.5％  |